# 西村育雄
西村 育雄(にしむら いくお、1924年1月2日 - 2000年5月23日）は、日本の経営者。マンダム社長、会長を務めた。大阪府出身。

## 経歴
1943年に神戸高等商業学校を卒業し、1945年9月に金鶴香水に入社し、常務にも就任。1949年に専務を経て、1980年8月にはマンダム社長に就任。1995年6月には会長に就任。
2000年5月23日、肺癌のために死去。76歳没。